# 専攻科
専攻科（せんこうか、英: advanced courses）は、当該種別の学校の卒業生もしくはそれと同等以上の学力を有する者に対して、精深な程度において、特別の事項を教授し、その研究を指導することを目的として学校に設けられる課程のことである。修業年限は、1年以上である。

## 日本
日本では後期中等教育以降の学校で、学校教育法（以下「法」）の第1条に規定する学校（一条校）に設けることができ、具体的には第58条にて高等学校（第70条にて中等教育学校の後期課程、第82条にて特別支援学校に準用）、第91条にて大学（特記を除き、短期大学を含む）、第109条にて高等専門学校に設けることができる。
専攻科の位置付けは、その教育段階によって異なる。

### 高等学校・中等教育学校
- 高等学校専攻科 (Upper secondary school, advanced course) - ISCED-4レベル[1]・平成27年法改正後の基準を満たしている修業年限2年間の専攻科はISCED-5Bレベル相当

高等学校の専攻科は法第58条第2項に基づき（第70条で中等教育学校に準用）、下記のいずれかに該当する者が対象となる。
- 高等学校もしくはこれに準ずる学校（特別支援学校の高等部、高等専門学校の第3学年）、または中等教育学校を卒業した者。
- 文部科学大臣の定めるところにより、上記と同等以上の学力があると認められた者（「大学受験#受験資格」を参照）。

主に工業・水産・福祉などの専門教育分野を深めることと、社会人の再教育を目的としている。
特に実習に必要な施設・設備は、大学などの高等教育機関を除くと、専門学科のある高等学校や中等教育学校しか有していないこともある。そのため、教育水準は比較的高度である。
専修学校や各種学校と異なり、学校教育法の第1条に規定する正系の学校であり、設置基準も高等学校設置基準やその他の法令により厳しいものである。2016年4月1日より施行の改正学校教育法（2015年6月24日に公布）により、施行日以降は「修業年限が二年以上であることその他の文部科学大臣が定める基準を満たす」専攻科の修了者に対しては、大学の学部（以下「学部」）への編入学が認められている（第58条の2。第70条にて中等教育学校に準用）。
なお2016年3月までは、高等教育機関と特別に連携しない限り、修了者は学部へ編入学することができず、この点については既に編入学が広く認められている短期大学（第108条第2項）・高等専門学校（第122条）・一定の要件を満たした専修学校の専門課程（いわゆる専門学校）（第132条）と比べて不利とされた。加えて2020年現在も、専攻科修了者に対する学位または称号の授与制度は設けられていない。
かつては地方公共団体・学校法人が短期大学を設立する際に、そのステップとして運営する高校に2年制専攻科を設置し、短期大学設置基準などを満たした上で専攻科から短期大学へ移行させる例も見られた。
ちなみに、鳥取県では、県立鳥取東高校、県立倉吉東高校、県立米子東高校等に浪人生の大学受験目的の1年制の専攻科が設置されてきた。これらは、かつて鳥取県には大学受験予備校がほとんど存在しなかったという事情があった。しかし鳥取県でも相次いで予備校が設立され、予備校側が鳥取県教育委員会に専攻科の廃止を要望しており、2004年に私立鳥取城北高校の専攻科が廃止されたことから、鳥取県教育委員会では専攻科を縮小・廃止する方針を決定し、2006年に鳥取東高校、倉吉東高校、米子東高校の専攻科は規模を縮小（定員を削減）し、授業料を値上げした。2008年、鳥取東高校専攻科の年度限りでの廃止と、倉吉東高校と米子東高校の2校については2010年度まで2年間存続、その後の存廃は2010年度までに結論を出すことに決定。その後議論を経て、2012年度末で両校とも廃止した。このケース専攻科は、専攻科設置の法令上の拡大解釈との見解もあった（大学受験目的の学習を教科書レベルよりやや進んだ専攻科の学習内容との解釈）。

#### 資格取得のための課程
専攻科には以下の通り資格取得のための課程もある。
看護師
看護師免許については、准看護師養成課程の3年制（定時制課程・通信制課程では3年以上）の専門学科の衛生看護科（本科）を卒業し、その後、看護師養成課程の2年制の専攻科を修了することにより、高校で、看護師の国家試験の受験資格を得ることができる。最近では、本科の衛生看護科と専攻科が一体となった、5年制一貫で看護師養成教育を行う看護科を設置する高校もある（千葉県立幕張総合高等学校、岡山県立倉敷中央高等学校など）。この場合、3年で卒業しても准看護師の資格は取得できない。衛生看護科を置く学科の多くは、看護科へ転換するか廃止された。
水産における機関士・通信士
水産における専攻科は機関士・通信士などの資格者を養成する課程といっていい。

海技士免許については、全国の水産高等学校の本科卒業後、2年制の専攻科を修了することにより、海技士 (航海)（船長、航海士免許）、海技士 (機関)（機関長、機関士免許）、海技士 (通信)（通信長、通信士免許）の筆記試験が免除となり口述試験のみで免許取得が可能。
また、第二級総合無線通信士や第二級陸上無線技術士の受験科目の免除特典が得られる専攻科もある。
保育士
現在、全国で4校（全日制2校・通信制2校）に設置されている。

保育士国家試験は通常短期大学卒業程度以上、専門学校修了が受験資格で、それ以外の学校の卒業者は実務経験を要するが、2年制の保育専攻科を修了すると短期大学卒業者同様に受験資格が得られる。

### 特別支援学校
- 特別支援学校高等部専攻科 (School for Special Needs Education, upper secondary department, advanced course) - ISCED-4レベル[1]

特別支援学校の高等部に設けられる専攻科は、高等学校や中等教育学校の各専攻科の入学資格を持つ者が対象となる（法第82条にて第58条第2項を準用）。
障害を持つ人を受け入れる準備ができている高等教育機関が少ないため、特別支援教育を行う学校である特別支援学校（2007年3月31日までは「盲学校」「聾学校」「養護学校」）では、継続教育の場として専攻科を設けている学校が多い。高等部から継続して、あるいは新たに学ぶことによって職業能力および資格の取得を行うことを目指す。さらに、「特別支援学校高等部学習指導要領」では、視覚障害と聴覚障害の学校の専攻科については、標準的な教科と科目も示している。
具体的には、視覚障害の学校では保健理療（あん摩・マッサージ・指圧（あん摩マッサージ指圧師）に関する教科）、理療（はり・きゅう（鍼灸師）、あん摩・マッサージ・指圧に関する教科）、理学療法（理学療法士）の教科が、聴覚障害の学校では理容・美容（理容師・美容師）、歯科技工士が示されている。全般的に専門職業人（スペシャリスト）の育成と、社会的自立をめざすことを目標においているものが多い。
高等学校や中等教育学校と同様に、「修業年限が二年以上であることその他の文部科学大臣が定める基準を満たす」専攻科の修了者は大学編入学が認められるほか（学校教育法第82条にて第58条の2を準用）、専攻科に続く課程として研修科を独自に設けている例もある。
2023年度、知的障害を対象とした特別支援学校で専攻科を設置しているのは10校である。内訳は、私立校9校と国立大学法人附属校1校である。中でも、2006年度に国公立養護学校として初めて高等部専攻科が設置された鳥取大学附属養護学校（現: 鳥取大学附属特別支援学校）は、青年期の「自分づくり」を目的とし、学校から社会へのスムーズな移行が可能になる教育実践を目指している（2年制課程、1学年定員3名）。
また、2004年11月には特別支援学校高等部への専攻科設置拡大、そして広く特別な教育的ニーズを有する青年たちの教育機会の保障を目指して、「全国専攻科（特別ニーズ教育）研究会」が発足し、研究運動活動を展開している。しかし、知的障害を対象とした特別支援学校における高等部専攻科の設置が叶わない地域では、障害者総合支援法に基づく自立訓練事業を活用して、「福祉事業型専攻科」と称した「学びの作業所」づくりを進めており、福祉の場における教育の実現を目指している。

### 短期大学・高等専門学校
- 短期大学専攻科 (Junior college, advanced course) - ISCED-5Aレベル相当
- 高等専門学校専攻科 (College of technology, advanced course) - ISCED-5Aレベル相当

短期大学の専攻科は、法第91条第2項に基づき、下記のいずれかに該当する者が対象となる。
- 短期大学の本科を卒業した者。
- 文部科学大臣の定めるところにより、上記と同等以上の学力があると認められた者。具体的には学校教育法施行規則（以下「施行規則」）第155条第2項に基づき、下記のいずれかに該当する者。
  - 高等学校[注釈 13]の専攻科の課程を修了した者のうち、法第58条の2[注釈 14]の規定により大学に編入学することができる者[注釈 15]。
  - 専門職大学の前期課程を修了した者[注釈 16]。
  - 高等専門学校を卒業した者。ただし、修業年限を2年とする短期大学の専攻科への入学に限る。
  - 専修学校の専門課程（専門学校）を修了した者のうち、法第132条の規定により大学に編入学することができる者[注釈 17]。
  - 外国において、学校教育における14年[注釈 18]の課程を修了した者。
  - 我が国において、外国の短期大学の課程[注釈 19]を有するものとして、当該外国の学校教育制度において位置づけられた教育施設であって、文部科学大臣が別に指定するものの当該課程を修了した者。
  - その他短期大学の専攻科において、短期大学を卒業した者と同等以上の学力があると認めた者。

高等専門学校の専攻科は、法第109条第2項に基づき、下記のいずれかに該当する者が対象となる。
- 高等専門学校を卒業した者。
- 文部科学大臣の定めるところにより、上記と同等以上の学力があると認められた者。具体的には施行規則第177条に基づき、下記のいずれかに該当する者。
  - 高等学校[注釈 13]の専攻科の課程を修了した者のうち、法第58条の2[注釈 14]の規定により大学に編入学することができる者。
  - 専門職大学の前期課程を修了した者。
  - 短期大学の本科を卒業した者。
  - 専修学校の専門課程を修了した者のうち、法第132条の規定により大学に編入学することができる者。
  - 外国において、学校教育における14年の課程を修了した者。
  - 外国の学校が行う通信教育における授業科目を我が国において履修することにより、当該外国の学校教育における14年の課程を修了した者。
  - 我が国において、外国の短期大学の課程[注釈 20]を有するものとして当該外国の学校教育制度において位置付けられた教育施設であって、文部科学大臣が別に指定するものの当該課程を修了した者。
  - その他高等専門学校の専攻科において、高等専門学校を卒業した者と同等以上の学力があると認めた者。

従来は学科教育からの延長教育が目的であったが、独立行政法人大学改革支援・学位授与機構による「認定専攻科」制度が開始されてからは延長教育により学士の学位の取得を目指す課程が増加している。
学士の学位を目指す場合は大学改革支援・学位授与機構による認定を受けた認定専攻科を修了する必要がある。その上で、専攻科における学修成果を機構に提出・申請し審査を受け合格することにより学士の学位が授与される。学士の学位を授与された後は、大学院修士課程に進学することができる。
特に工業高等専門学校の専攻科は大抵が認定専攻科のため、技術科学大学と並んで工業高専在学生にとって知られた進学先ともいえる。本科の学習内容と連結している上に、少数精鋭のため勉強しやすい傾向があるともいわれている。他の工業高専の専攻科に進むことも可能である。
また学士の学位を目指さない課程では、学科2年間で学んできたことをさらに深く履修するための課程、幼稚園教諭免許所持者が更に保育士免許の取得を目指すための課程、教諭2種免許所持者が1種免許取得を目指す課程、看護師資格保持者が保健師・助産師資格取得を目指す課程など学科卒業後のエクステンション教育が行われる。
2005年に沖縄を除いた高専に専攻科の設置が行きわたった。
| 設置年 | 高専                                             |
| ------ | ------------------------------------------------ |
| 1992年 | 奈良、新居浜                                     |
| 1993年 | 仙台電波、富山、鈴鹿、久留米                     |
| 1994年 | 秋田、豊田、八代                                 |
| 1995年 | 群馬、岐阜、徳山                                 |
| 1996年 | 沼津、明石、阿南、北九州                         |
| 1997年 | 津山、宇部、佐世保                               |
| 1998年 | 宮城、福井、呉                                   |
| 1999年 | 旭川、小山、高松                                 |
| 2000年 | 長岡、石川、舞鶴、高知、熊本電波、鹿児島         |
| 2001年 | 一関、木更津、有明、茨城                         |
| 2002年 | 八戸、和歌山、松江、都城                         |
| 2003年 | 苫小牧、鶴岡、東京、長野、大分                   |
| 2004年 | 函館、釧路、福島、米子、詫間電波                 |
| 2005年 | 富山商船、鳥羽商船、広島商船、大島商船、弓削商船 |
| 2009年 | 沖縄                                             |

### 大学（短期大学を除く）
- 大学専攻科 (University, advanced course) - ISCED-5Aレベル[1]

大学の専攻科は、法第91条第2項に基づき、下記のいずれかに該当する者が対象となる。
- 大学の学部を卒業した者。
- 文部科学大臣の定めるところにより、上記と同等以上の学力があると認められた者。具体的には、施行規則第155条に基づく大学院入学資格者（「大学院#日本」を参照）のうち、第7号および第8号を除いた者となる。

さまざまなものがあるが、大学院で修士の学位や専門職学位を得るには2年で足りるため、1年制の課程、それも教育専攻科が多い。教員免許状の1種免許状を既に取得していることで、専修免許状が取得できる課程がそれなりにみられる。
また、特別支援教育教員免許取得を目的とした特別支援教育特別専攻科（旧: 特殊教育特別専攻科）を置いている大学もある。特別支援教育特別専攻科では、幼稚園、小学校、中学校または高等学校、いずれかの普通教員免許（専修1種又は2種）を取得しているものは、特別支援学校教諭1種免許が取得できる1種免コースと、特別支援学校1種免許を取得しているものは、特別支援学校教諭専修免許が取得できる専修免コースの2コースある大学が多い。特別支援教育特別専攻科のある大学内では、略して「特専」と呼ばれている所が多い。2年制専攻科を修了した者であっても大学院ではないため修士の学位は授与されず、大学院博士課程への入学資格は得られない。
西南学院大学など、専攻科と大学院修士課程を同一分野で両方設置しているところもある。